# ادنا ۴۴۵
سیارک ۴۴۵ (به انگلیسی: 445 Edna، نامگذاری:1899EX) چهارصد و چهل و پنجمین سیارک کشف شده‌است که در ۲ اکتبر ۱۸۹۹ کشف شد.
قدر مطلق سیارک برابر ۹٫۲۹ است.